# 엘렌 맛손
엘렌 맛손(Ellen Mattson, 1962년 9월 22일~)은 스웨덴의 작가이다. 그녀의 첫 번째 영어 번역 작품은 2001년에 출간된 《스노우》(Snow)로, 18세기 초를 배경으로 한 역사 소설이다.
그녀는 1998년 스벤스카 다그블라데트 문학상, 2009년 도블로 상, 2011년 셀마 라겔뢰프 상 등 여러 문학상을 수상했다. 2019년 3월 28일, 맛손은 스웨덴 아카데미의 신임 회원으로 선출되어 2019년 12월에 취임했다.

## 작품
- Truman Capote och faktaromanen (Examensarbete vid Högskolan i Borås) 1989년
- Nattvandring 1992년
- Vägen härifrån 1994년
- Resenärerna 1998년
- Poetens liv 1999년
- Snö 2001년 (en historisk roman som utspelar sig i tidigt 1700-tal)
- Splendorville 2004년
- Arves hus 2005년
- Glädjestranden 2008년
- Vinterträdet 2012년